# Michał III z Anchialos
Michał III z Anchialos, gr. Μιχαὴλ Γ', Michaēl III (zm. w marcu 1178) – patriarcha Konstantynopola w latach 1170–1177/1178(?).

## Życiorys
Przed objęciem urzędu patriarchy Michał zajmował stanowiska referendariosa, epi tou sakelliou, protekdikosa, a wreszcie hýpatosa ton philosóphōn (ὕπατος τῶν φιλοσόφων, „szefa filozofów”). Jako kierownik wydziału filozoficznego potępiał neoplatoników i zalecał jako antidotum studia nad pracami przyrodniczymi Arystotelesa.
Na początku swego urzędowania Michał III był zmuszony interweniować w sporze chrystologicznym. W 1170 r. zwołał synod, który potępił Konstantyna z Kerkyry i jego zwolennika, Jana Irenika jako kryptomonofizytów. Obaj, za Demetriuszem z Lampi, odmawiali zastosowania zdania z J 14, 28 (Ojciec większy jest ode Mnie) do rozróżnienia między boskością a człowieczeństwem Chrystusa. Uważali oni, że tekst ten opisywał cechy Trójcy Świętej, w której ojcostwo było z definicji „większe” od synostwa. Twierdzili, że człowieczeństwo Chrystusa jest przebóstwione i jest całkowicie „jednym” z boskością, a może być odróżnione od Jego boskości, zgodnie z postanowieniami soboru z 553 r., jedynie „w naszym umyśle”. Dlatego nie może być w żaden sposób „mniejsze” od boskości. Kierowany przez Michała III synod odrzucił ten pogląd i potwierdził raz jeszcze decyzje soborów chalcedońskiego i konstantynopolitańskiego II, głosząc, że boskość Jezusa jest hipostatycznie zjednoczona z Jego realnym i aktywnym człowieczeństwem, „stworzonym, dającym się opisać i śmiertelnym". Od takiego człowieczeństwa boskość jest na pewno „większa”.
Z inicjatywy Michała III podjętej wspólnie z cesarzem, Teodor Balsamon dokonał uzgodnienia prawodawstwa kościelnego i cesarskiego.
Zachowała się częściowo korespondencja Michała III z cesarzem Manuelem I. Inne dokumenty przypisywane Michałowi III, w tym korespondencja z papieżem Aleksandrem III, są XIII-wiecznymi apokryfami, przypisanymi temu patriarsze. Michał III był opiekunem młodego Michała Choniaty, który napisał, zachowane enkomium ku jego czci. Michał III zmarł w marcu 1178 r.